# رایدلی بایکس
رایدلی بایکس (انگلیسی: Ridley Bikes) شرکت دوچرخه‌سازی بلژیکی است، که در سال ۱۹۹۷ تأسیس شد.